# Neothela
Neothela là một chi bướm đêm thuộc họ Geometridae.